# Martin Kellerman

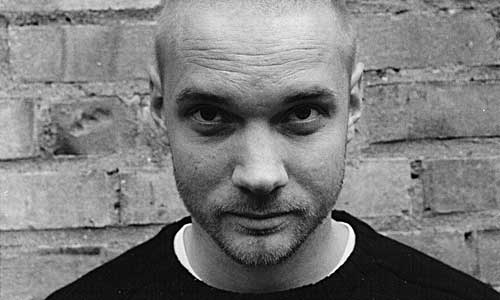
Cartunista Sueco Martin Kellerman

Martin Kellerman (antes Martin Rath) é um cartunista sueco, famoso pela banda desenhada autobiográfica, o cão Rocky.

## Biografia
Martin Kellerman nasceu em 24 de dezembro de 1973 e cresceu em Växjö. Durante algum tempo, viveu no norte da Noruega com a família e, quando tinha 13 anos, mudou-se para Upplands-Väsby. Foi nessa altura que ele começou a vender os seus desenhos. Kellerman foi inspirado pelos cartunistas underground dos Estados Unidos e da Suécia. Ele gostava de Peter bagge, Max Andersson, Robert Crumb, Hrvey Pekar, Joe Matt e Mats Jonsson. Kellerman acha que o seu trabalho é uma mistura entre banda desenhada muito escura e coisas comerciais como MAD. Isto porque os cartunistas “underground” acham que ele é um artista comercial.
Em janeiro de 2002, Kellerman foi eleito para “Månadens Stockholmare” (uma pessoa que é especial para Estocolmo, que é eleita todos os meses). Em 24 de julho de 2004, ele falou na Rádio Sueca P1, pela primeira vez. Primeiro, ele fez banda desenhada para as revistas suecas: Svenska Serier, Pyton e Svenska Mad. Ele criou Speedy com o irmão Daniel Kellerman. Também fez o livro de banda desenhada So watcha sayin. Kellerman também ilustrou o livro do amigo Jonas Inde, Too fast for love, de 2004. As ilustrações de Kellerman também se encontram no vídeo de Fattaru, um grupo de música rap sueco. A canção chama-se Hörde jag skål? (Em português: Disseste saúde)

## Rocky
Martin Kellerman é famoso na Suécia pela banda desenhada Rocky, baseada na vida de Kellerman: é cartunista, é da idade de Kellerman e mora em Estocolmo, mas Rocky é um cão. Os amigos de Rocky também são animais de fábulas, e a banda desenhada é sobre as suas vidas em Estocolmo. Rocky é uma autobiografia de Kellerman. Ele começou a compor Rocky quando perdeu o emprego de cartunista no jornal Aktuell Rapport, foi abandonado pela sua namorada e perdeu o apartamento. A princípio, Rocky foi uma terapia para Kellerman, mas o diário Metro gostou dele e a banda desenhada saiu no jornal em 1998.
Rocky tornou-se muito popular no fim da década de 1990 e, no início da década de 2000, o Stockholms Stadsteater (o teatro de cidade de Estocolmo) fez uma peça de teatro que viajou por toda a Suécia. Agora, há dezessete álbuns da coleção com Rocky e a banda desenhada é publicada todos os dias, em diversos jornais em toda a Suécia. Nos Estados Unidos, já dois álbuns foram traduzidos. Rocky foi traduzido também na Noruega, na Itália e na Eslovénia.
Kellerman também publicou uma revista para Rocky, com quadradinhos e outras coisas, como entrevistas com artistas de hip hop, como 50 Cent, M.I.A. E The Game, em forma de quadrinhos. Em 1999, o primeiro álbum de Rocky recebeu o prêmio do melhor álbum original sueco. Em 2009, Kellerman recebeu o Svenska PEN:s Bernspris (um prêmio para um escritor, um jornalista ou um fotógrafo que contribuiu para descrever a cultura, a natureza ou o desenvolvimento  de Estocolmo numa forma positiva).